# Frostselet
Frostselet är en sjö i Arvidsjaurs kommun i Lappland och ingår i Piteälvens huvudavrinningsområde. Sjön har en area på 0,243 kvadratkilometer och ligger 287,4 meter över havet. Sjön avvattnas av vattendraget Varjisån.

## Delavrinningsområde
Frostselet ingår i det delavrinningsområde (733280-167534) som SMHI kallar för Utloppet av Frostselet. Medelhöjden är 331 meter över havet och ytan är 4,84 kvadratkilometer. Räknas de 34 avrinningsområdena uppströms in blir den ackumulerade arean 623 kvadratkilometer. Varjisån som avvattnar avrinningsområdet har biflödesordning 2, vilket innebär att vattnet flödar genom totalt 2 vattendrag innan det når havet efter 133 kilometer. Avrinningsområdet består mestadels av skog (82 procent). Avrinningsområdet har 0,24 kvadratkilometer vattenytor vilket ger det en sjöprocent på 5,1 procent.